# Miss USA
Miss USA (tiếng Việt: Hoa hậu Mỹ) là một cuộc thi sắc đẹp hàng năm được tổ chức ở Mỹ từ năm 1952. Người chiến thắng của cuộc thi sẽ đại diện cho nước Mỹ tham dự cuộc thi Hoa hậu Vũ trụ. Hoa hậu Mỹ là một cuộc thi nằm trong Tổ chức Hoa hậu Vũ trụ (Miss Universe Organization) cùng với Hoa hậu Vũ trụ và Hoa hậu Tuổi Teen Mỹ.
Từ năm 2021, cuộc thi Miss USA và Hoa hậu Tuổi Teen Mỹ không còn thuộc quyền sở hữu của Tổ chức Hoa hậu Vũ trụ nữa. Miss USA 2008 Crystle Stewart sẽ là giám đốc quốc gia mới của hai cuộc thi này.
Hoa hậu Mỹ 2022 là R'Bonney Gabriel đến từ Texas được trao vương miện vào ngày 3 tháng 11 năm 2022 tại Reno, Nevada.
Vào ngày 28 tháng 1 năm 2023 R'Bonney Gabriel đã trao lại vương miện Miss USA cho Tân Miss USA 2022 - Morgan Romano đến từ Bắc Carolina (sau khi cô đăng quang Hoa hậu Vũ trụ 2022). Đây là danh hiệu thứ 4 của bang này sau năm 2019.
Ngay sau cuộc thi Miss USA 2022 , Tổ chức Hoa hậu Vũ trụ đã đình chỉ ban tổ chức cuộc thi Hoa hậu Hoa Kỳ (do Crystle Stewart đứng đầu) sau những cáo buộc thiên vị người chiến thắng cuối cùng, R'Bonney Gabriel , khi cô ấy vẫn còn là Miss Texas USA.
Vào tháng 8 năm 2023, có thông báo rằng Crystle Stewart đã từ chức chủ tịch của Tổ chức Hoa hậu Hoa Kỳ. Cô được thay thế bởi nhà thiết kế thời trang Laylah Rose.
Đương kim Hoa hậu Mỹ 2024 là cô Alma Cooper đến từ Michigan, được trao vương miện vào ngày 4 tháng 8 năm 2024 tại Los Angeles, California.

## Lịch sử
Năm 1952, tập đoàn quần áo Pacific Mills rời bỏ cuộc thi Miss America và sáng lập ra hai cuộc thi sắc đẹp mới là Hoa hậu Mỹ (Miss USA) và Hoa hậu Hoàn vũ. Cuộc thi Hoa hậu Mỹ lần đầu tiên được tổ chức vào năm 1952 tại Long Beach, California. Năm đó, Jackie Loughery của New York đã đăng quang danh hiệu Hoa hậu Mỹ đầu tiên. Thí sinh đăng quang Hoa hậu Mỹ có nghĩa vụ đại diện cho nước Mỹ tham dự cuộc thi Hoa hậu Hoàn vũ. Hiện nay, Mỹ là nước chiến thắng tại Hoa hậu Hoàn vũ nhiều nhất (9 lần).
Có một quy định là khi Hoa hậu Mỹ trở thành Hoa hậu Hoàn vũ, thì cô ấy sẽ bị "tước vương miện" và Á hậu 1 của cuộc thi Hoa hậu Mỹ sẽ trở thành hoa hậu mới. Điều này xảy ra vào các năm 1980, 1995, 1997, 2012, 2022.
Năm 2006, Tara Conner suýt bị tước vương miện do bị phát hiện sử dụng rượu, ma túy và có những hành vi không đúng đắn.

### Các hoa hậu
Trong cuộc thi Hoa hậu Mỹ đầu tiên được tổ chức vào năm 1952, chỉ có 30 tiểu bang tham dự cuộc thi, rất nhiều tiểu bang khác đã không tham dự cuộc thi này trong lịch sử. Tuy nhiên từ năm 1970, các tiểu bang và đặc khu Columbia đều đã gửi thí sinh tham dự hạng năm. Alaska tham dự Hoa hậu Mỹ lần đầu tiên vào năm 1959 và Hawaii vào năm 1960. Trước khi tham dự Hoa hậu Mỹ, Alaska và Hawaii đều đã tham dự Hoa hậu Hoàn vũ và giành được một số thành tích.
Đã có tới 9 Hoa hậu Mỹ đăng quang Hoa hậu Hoàn vũ vào các năm 1954, 1956, 1960, 1967, 1980, 1995, 1997, 2012, 2022, đưa nước Mỹ trở thành nước có số lần chiến thắng Hoa hậu Hoàn vũ cao nhất. 
Cô gái gốc Á đầu tiên đăng quang Hoa hậu Mỹ là vào năm 1984, đó là Mai Shanley mang hai dòng máu da trắng và Đài Loan.
Cô gái Mỹ gốc Phi đầu tiên đăng quang Hoa hậu Mỹ là Carole Gist vào năm 1990, tiếp đến là Kenya Moore năm 1993, Chelsi Smith năm 1995, Shauntay Hilton năm 2002. Đáng chú ý là trong năm 2007 và 2008, hai cô gái người Mỹ gốc Phi là Rachel Smith và Crystle Stewart đã liên tiếp đăng quang Hoa hậu Mỹ. Cô gái gốc Latin đầu tiên đăng quang Hoa hậu Mỹ là Laura Martinez Herring vào năm 1985, được tiếp nối bởi Susie Castillo vào năm 2003.
Đã từng có một Hoa hậu Tuổi Teen Mỹ (Miss Teen USA) đoạt danh hiệu Miss USA. Đó là Brandi Sherwood, đến từ Idaho. Cô đoạt Á hậu 1 của Hoa hậu Mỹ 1997 và trở thành hoa hậu sau khi Brook Lee đăng quang Hoa hậu Hoàn vũ 1997. Ngoài ra đã từng có 8 hoa hậu Mỹ khác đã từng tham dự Hoa hậu Tuổi Teen Mỹ.

### Các giải thưởng
Giải thưởng Hoa hậu Thân thiện (Miss Congeniality) được bình chọn bởi các thí sinh tham dự cuộc thi dành cho thí sinh thân thiện và được yêu mến nhất. Vermont hiện nay có số lần chiến thắng giải Hoa hậu Thân thiện nhiều nhất.
Một giải thưởng khác của cuộc thi là Hoa hậu Ảnh (Miss Photogenic) bắt đầu được trao từ năm 1965. Giải thưởng này được trao bởi các nhà báo cho đến tận năm 1996. Từ sau đó, giải thưởng này được bình chọn bởi khán giả qua Internet. Tiểu bang có nhiều lần chiến thắng Hoa hậu Ảnh nhất hiện nay là Virginia.
Ngoài ra trong lịch sử cuộc thi còn có một số giải thưởng khác nữa như Trang phục bang đẹp nhất (1962-1993), Phong cách (1995-2001), Đôi mắt đẹp nhất (1995).

### Địa điểm tổ chức
Tám năm đầu tiên của cuộc thi Hoa hậu Mỹ (1952-1959) được tổ chức tại Long Beach, California. Sau đó cuộc thi chuyển đến Miami Beach, Florida vào năm 1960 và ở đó cho đến năm 1971. Năm 1972, cuộc thi được tổ chức tại Puerto Rico, đó là lần duy nhất tính đến thời điểm hiện tại cuộc thi tách khỏi nước Mỹ.

## Cuộc thi
Không như cuộc thi Miss America, thí sinh tham dự Hoa hậu Mỹ không phải tham gia phần thi tài năng. Các phần thi chính là Trang phục áo tắm, Trang phục dạ hội và Phỏng vấn. Để tham gia cuộc thi Hoa hậu Mỹ, thí sinh nhất thiết phải là hoa hậu được chọn làm đại diện mỗi tiểu bang.
Các thí sinh sẽ tham dự vòng thi sơ khảo, từ đó chọn ra những thí sinh tiếp tục lọt vào vòng bán kết trong đêm thi cuối cùng. Trong đêm chung kết, các thí sinh sẽ tham dự các phần thi Trang phục áo tắm, Trang phục dạ hội và Phỏng vấn để chọn ra Hoa hậu Mỹ.

## Các Hoa hậu Mỹ
Dưới đây là danh sách các Hoa hậu Mỹ:
| Năm  | Bang             | Hoa hậu Mỹ             | Quê quán         | Tuổi | Chiều cao              | Thành tích đạt được tại Hoa hậu Hoàn vũ |
| ---- | ---------------- | ---------------------- | ---------------- | ---- | ---------------------- | --------------------------------------- |
| 1952 | New York         | Jackie Loughery        | Brooklyn         | 22   | 1,63 m (5 ft 4 in)     | Top 10                                  |
| 1953 | Illinois         | Myrna Hansen           | Chicago          | 18   | 1,70 m (5 ft 7 in)     | Á hậu 1                                 |
| 1954 | Nam Carolina     | Miriam Stevenson       | Winnsboro        | 21   | 1,68 m (5 ft 6 in)     | Hoa hậu Hoàn vũ 1954                    |
| 1955 | Vermont          | Carlene King Johnson † | Rutland          | 22   | 1,73 m (5 ft 8 in)     | Top 15                                  |
| 1956 | Iowa             | Carol Morris           | Ottumwa          | 20   | 1,70 m (5 ft 7 in)     | Hoa hậu Hoàn vũ 1956                    |
| 1957 | Maryland         | Mary Leona Gage §      | Glen Burnie      | 18   | 1,75 m (5 ft 9 in)     | Top 15                                  |
| 1957 | Utah             | Charlotte Sheffield    | Salt Lake City   | 20   | 1,70 m (5 ft 7 in)     | Không tham dự                           |
| 1958 | Louisiana        | Eurlyne Howell         | Bossier City     | 18   | 1,68 m (5 ft 6 in)     | Á hậu 3                                 |
| 1959 | California       | Terry Lynn Huntingdon  | Mount Shasta     | 19   | 1,68 m (5 ft 6 in)     | Á hậu 2                                 |
| 1960 | Utah             | Linda Bement           | Salt Lake City   | 18   | 1,68 m (5 ft 6 in)     | Hoa hậu Hoàn vũ 1960                    |
| 1961 | Louisiana        | Sharon Brown           | Minden           | 18   | 1,70 m (5 ft 7 in)     | Á hậu 4                                 |
| 1962 | Hawaii           | Macel Wilson           | Honolulu         | 19   | 1,70 m (5 ft 7 in)     | Top 15                                  |
| 1963 | Illinois         | Marite Ozers           | Chicago          | 19   | 1,68 m (5 ft 6 in)     | Top 15                                  |
| 1964 | Đặc khu Columbia | Bobbi Johnson          | Washington, D.C. | 19   | 1,73 m (5 ft 8 in)     | Top 15                                  |
| 1965 | Ohio             | Sue Ann Downey         | Columbus         | 20   | 1,73 m (5 ft 8 in)     | Á hậu 2                                 |
| 1966 | California       | Maria Remenyi          | El Cerrito       | 21   | 1,68 m (5 ft 6 in)     | Top 15                                  |
| 1967 | Alabama          | Sylvia Hitchcock       | Miami            | 21   | 1,70 m (5 ft 7 in)     | Hoa hậu Hoàn vũ 1967                    |
| 1967 | Florida          | Cheryl Patton *        | North Miami      | 18   | 1,70 m (5 ft 7 in)     | Không tham dự                           |
| 1968 | Washington       | Dorothy Anstett        | Kirkland         | 20   | 1,75 m (5 ft 9 in)     | Á hậu 4                                 |
| 1969 | Virginia         | Wendy Dascomb          | Metairie         | 19   | 1,75 m (5 ft 9 in)     | Top 15                                  |
| 1970 | Virginia         | Deborah Shelton        | Norfolk          | 20   | 1,73 m (5 ft 8 in)     | Á hậu 1                                 |
| 1971 | Pennsylvania     | Michele McDonald       | Butler           | 18   | 1,73 m (5 ft 8 in)     | Top 12                                  |
| 1972 | Hawaii           | Tanya Wilson           | Honolulu         | 22   | 1,73 m (5 ft 8 in)     | Top 12                                  |
| 1973 | Illinois         | Amanda Jones           | Evanston         | 22   | 1,73 m (5 ft 8 in)     | Á hậu 1                                 |
| 1974 | Illinois         | Karen Morrison         | St. Charles      | 19   | 1,80 m (5 ft 11 in)    | Top 12                                  |
| 1975 | California       | Summer Bartholomew     | Merced           | 23   | 1,73 m (5 ft 8 in)     | Á hậu 2                                 |
| 1976 | Minnesota        | Barbara Peterson       | Edina            | 22   | 1,73 m (5 ft 8 in)     | Không có                                |
| 1977 | Texas            | Kimberly Tomes         | Houston          | 21   | 1,73 m (5 ft 8 in)     | Top 12                                  |
| 1978 | Hawaii           | Judi Andersen          | Honolulu         | 20   | 1,75 m (5 ft 9 in)     | Á hậu 1                                 |
| 1979 | New York         | Mary Therese Friel     | Pittsford        | 20   | 1,70 m (5 ft 7 in)     | Top 12                                  |
| 1980 | Nam Carolina     | Shawn Weatherly        | Sumter           | 20   | 1,73 m (5 ft 8 in)     | Hoa hậu Hoàn vũ 1980                    |
| 1980 | Arizona          | Jineane Ford *         | Gilbert          | 20   | 1,75 m (5 ft 9 in)     | Không tham dự                           |
| 1981 | Ohio             | Kim Seelbrede          | Germantown       | 20   | 1,70 m (5 ft 7 in)     | Top 12                                  |
| 1982 | Arkansas         | Terri Utley            | Cabot            | 20   | 1,73 m (5 ft 8 in)     | Á hậu 4                                 |
| 1983 | California       | Julie Hayek            | Westwood         | 22   | 1,78 m (5 ft 10 in)    | Á hậu 1                                 |
| 1984 | New Mexico       | Mai Shanley            | Alamogordo       | 21   | 1,70 m (5 ft 7 in)     | Top 10                                  |
| 1985 | Texas            | Laura Martinez-Herring | El Paso          | 21   | 1,70 m (5 ft 7 in)     | Top 10                                  |
| 1986 | Texas            | Christy Fichtner       | Dallas           | 23   | 1,73 m (5 ft 8 in)     | Á hậu 1                                 |
| 1987 | Texas            | Michelle Royer         | Keller           | 21   | 1,80 m (5 ft 11 in)    | Á hậu 2                                 |
| 1988 | Texas            | Courtney Gibbs         | Fort Worth       | 21   | 1,75 m (5 ft 9 in)     | Top 10                                  |
| 1989 | Texas            | Gretchen Polhemus      | Fort Worth       | 23   | 1,83 m (6 ft 0 in)     | Á hậu 2                                 |
| 1990 | Michigan         | Carole Gist            | Detroit          | 20   | 1,83 m (6 ft 0 in)     | Á hậu 1                                 |
| 1991 | Kansas           | Kelli McCarty          | Liberal          | 21   | 1,68 m (5 ft 6 in)     | Top 6                                   |
| 1992 | California       | Shannon Marketic       | Malibu           | 21   | 1,70 m (5 ft 7 in)     | Top 10                                  |
| 1993 | Michigan         | Kenya Moore            | Detroit          | 22   | 1,78 m (5 ft 10 in)    | Top 6                                   |
| 1994 | Nam Carolina     | Lu Parker              | Charleston       | 25   | 1,78 m (5 ft 10 in)    | Top 6                                   |
| 1995 | Texas            | Chelsi Smith †         | Deer Park        | 21   | 1,73 m (5 ft 8 in)     | Hoa hậu Hoàn vũ 1995                    |
| 1995 | New York         | Shanna Moakler *       | New York         | 20   | 1,73 m (5 ft 8 in)     | Không tham dự                           |
| 1996 | Louisiana        | Ali Landry             | Breaux Bridge    | 22   | 1,75 m (5 ft 9 in)     | Top 6                                   |
| 1997 | Hawaii           | Brook Lee              | Pearl City       | 26   | 1,70 m (5 ft 7 in)     | Hoa hậu Hoàn vũ 1997                    |
| 1997 | Idaho            | Brandi Sherwood *      | Idaho Falls      | 26   | 1,70 m (5 ft 7 in)     | Không tham dự                           |
| 1998 | Massachusetts    | Shawnae Jebbia         | Boston           | 26   | 1,75 m (5 ft 9 in)     | Top 5                                   |
| 1999 | New York         | Kimberly Pressler      | Franklinville    | 21   | 1,68 m (5 ft 6 in)     | Không có                                |
| 2000 | Tennessee        | Lynnette Cole          | Columbia         | 21   | 1,73 m (5 ft 8 in)     | Top 5                                   |
| 2001 | Texas            | Kandace Krueger        | Austin           | 24   | 1,80 m (5 ft 11 in)    | Á hậu 2                                 |
| 2002 | Đặc khu Columbia | Shauntay Hinton        | Washington, D.C. | 23   | 1,70 m (5 ft 7 in)     | Không có                                |
| 2003 | Massachusetts    | Susie Castillo         | Lawrence         | 23   | 1,73 m (5 ft 8 in)     | Top 15                                  |
| 2004 | Missouri         | Shandi Finnessey       | Florissant       | 25   | 1,80 m (5 ft 11 in)    | Á hậu 1                                 |
| 2005 | Bắc Carolina     | Chelsea Cooley         | Charlotte        | 21   | 1,70 m (5 ft 7 in)     | Top 10                                  |
| 2006 | Kentucky         | Tara Conner            | Russell Springs  | 20   | 1,63 m (5 ft 4 in)     | Á hậu 4                                 |
| 2007 | Tennessee        | Rachel Smith           | Clarksville      | 21   | 1,80 m (5 ft 11 in)    | Á hậu 4                                 |
| 2008 | Texas            | Crystle Stewart        | Missouri City    | 26   | 1,75 m (5 ft 9 in)     | Top 10                                  |
| 2009 | Bắc Carolina     | Kristen Dalton         | Wilmington       | 22   | 1,70 m (5 ft 7 in)     | Top 10                                  |
| 2010 | Michigan         | Rima Fakih             | Dearborn         | 24   | 1,75 m (5 ft 9 in)     | Không có                                |
| 2011 | California       | Alyssa Campanella      | Los Angeles      | 21   | 1,73 m (5 ft 8 in)     | Top 16                                  |
| 2012 | Rhode Island     | Olivia Culpo           | Cranston         | 20   | 1,66 m (5 ft 5+1⁄2 in) | Hoa hậu Hoàn vũ 2012                    |
| 2012 | Maryland         | Nana Meriwether *      | Potomac          | 27   | 1,83 m (6 ft 0 in)     | Không tham dự                           |
| 2013 | Connecticut      | Erin Brady             | East Hampton     | 26   | 1,73 m (5 ft 8 in)     | Top 10                                  |
| 2014 | Nevada           | Nia Sanchez            | Las Vegas        | 24   | 1,73 m (5 ft 8 in)     | Á hậu 1                                 |
| 2015 | Oklahoma         | Olivia Jordan          | Tulsa            | 26   | 1,80 m (5 ft 11 in)    | Á hậu 2                                 |
| 2016 | Đặc khu Columbia | Deshauna Barber        | Washington, D.C. | 26   | 1,78 m (5 ft 10 in)    | Top 9                                   |
| 2017 | Đặc khu Columbia | Kára McCullough        | Washington, D.C. | 25   | 1,78 m (5 ft 10 in)    | Top 10                                  |
| 2018 | Nebraska         | Sarah Rose Summers     | Omaha            | 23   | 1,65 m (5 ft 5 in)     | Top 20                                  |
| 2019 | Bắc Carolina     | Cheslie Kryst †        | Charlotte        | 27   | 1,70 m (5 ft 7 in)     | Top 10                                  |
| 2020 | Mississippi      | Asya Branch            | Booneville       | 22   | 1,65 m (5 ft 5 in)     | Top 21                                  |
| 2021 | Kentucky         | Elle Smith             | Germantown       | 23   | 1,75 m (5 ft 9 in)     | Top 10                                  |
| 2022 | Texas            | R'Bonney Gabriel       | San Antonio      | 28   | 1,70 m (5 ft 7 in)     | Hoa hậu Hoàn vũ 2022                    |
| 2022 | Bắc Carolina     | Morgan Romano *        | Concord          | 24   | 1,73 m (5 ft 8 in)     | Không tham dự                           |
| 2023 | Utah             | Noelia Voigt           | Park City        | 24   | 1,70 m (5 ft 7 in)     | Top 20                                  |
| 2023 | Hawaii           | Savannah Gankiewicz *  | Wailea           | 27   | 1,72 m (5 ft 7+1⁄2 in) | Không tham dự                           |
| 2024 | Michigan         | Alma Cooper            | Okemos           | 22   |                        | Không có                                |

§: Gage đã bị truất ngôi và tước quyền tham gia cuộc thi khi phát hiện ra cô đã kết hôn và là mẹ của hai con. Gage mất vào năm 71 tuổi do mắc bệnh tim. Charlotte Sheffield là Á hậu 1 đến từ bang Utah đã thay thế ngôi vị nhưng Sheffield không thể tham gia được Hoa hậu Hoàn vũ 1957 vì vòng sơ khảo đã diễn ra với sự tham gia của Gage. Sheffield thi đấu tại Hoa hậu Thế giới 1957, nhưng không đạt được thành tích
* Sau khi Hoa hậu Mỹ trở thành Hoa hậu Hoàn vũ, thì Á hậu 1 của cuộc thi Hoa hậu Mỹ trở thành hoa hậu mới thay thế ngôi vị. Trừ năm 1967, Á hậu 1 Susan Bradley đến từ California đã từ chối ngôi vị và do đó Á hậu 2 là Cheryl Patton đến từ Florida đã lên thay thế.

## Thành tích
Tiểu bang thành công nhất tại cuộc thi Hoa hậu Mỹ là Texas với số lần đăng quang cũng như số thí sinh vào chung kết cao nhất cả nước Mỹ. Đặc biệt từ năm 1985 đến 1989, đã có 5 Hoa hậu Texas liên tiếp đăng quang. Những tiểu bang khác có thành tích khá tốt trong thế kỷ XXI (21) bao gồm California, New York, Alabama, Tennessee và Georgia.
| Bang             | Số lần | Năm                                                               |
| ---------------- | ------ | ----------------------------------------------------------------- |
| Texas            | 10     | 1977, 1985, 1986, 1987, 1988, 1989, 1995[1] , 2001, 2008, 2022[1] |
| California       | 6      | 1959, 1966, 1975, 1983, 1992, 2011                                |
| Hawaii           | 5      | 1962, 1972, 1978, 1997[1], 2023[2]                                |
| Michigan         | 4      | 1990, 1993, 2010, 2024                                            |
| Bắc Carolina     | 4      | 2005, 2009, 2019, 2022[2]                                         |
| Đặc khu Columbia | 4      | 1964, 2002, 2016, 2017                                            |
| New York         | 4      | 1952, 1979, 1995[2], 1999                                         |
| Illinois         | 4      | 1953, 1963, 1973, 1974                                            |
| Utah             | 3      | 1957[2], 1960[1], 2023[4]                                         |
| Louisiana        | 3      | 1958, 1961, 1996                                                  |
| Nam Carolina     | 3      | 1954[1], 1980[1], 1994                                            |
| Kentucky         | 2      | 2006, 2021                                                        |
| Maryland         | 2      | 1957[3], 2012[2]                                                  |
| Tennessee        | 2      | 2000, 2007                                                        |
| Massachusetts    | 2      | 1998, 2003                                                        |
| Ohio             | 2      | 1965, 1981                                                        |
| Virginia         | 2      | 1969, 1970                                                        |
| Mississippi      | 1      | 2020                                                              |
| Nebraska         | 1      | 2018                                                              |
| Oklahoma         | 1      | 2015                                                              |
| Nevada           | 1      | 2014                                                              |
| Connecticut      | 1      | 2013                                                              |
| Rhode Island     | 1      | 2012[1]                                                           |
| Missouri         | 1      | 2004                                                              |
| Idaho            | 1      | 1997[2]                                                           |
| Kansas           | 1      | 1991                                                              |
| New Mexico       | 1      | 1984                                                              |
| Arkansas         | 1      | 1982                                                              |
| Arizona          | 1      | 1980[2]                                                           |
| Minnesota        | 1      | 1976                                                              |
| Pennsylvania     | 1      | 1971                                                              |
| Washington       | 1      | 1968                                                              |
| Alabama          | 1      | 1967[1]                                                           |
| Florida          | 1      | 1967[2]                                                           |
| Iowa             | 1      | 1956[1]                                                           |
| Vermont          | 1      | 1955                                                              |

Chú ý
 [1] Đăng quang Hoa hậu Hoàn vũ
 [2] Thay thế ngôi vị 
[3] Tước ngôi vị
[4] Từ bỏ ngôi vị